# Klimenti Tsitaishvili
Klimenti Tsitaishvili (en géorgien : კლიმენტი წიტაიშვილი) est un footballeur géorgien né le 5 janvier 1979 à Tbilissi (URSS). Il évolue au poste d'attaquant.

## Carrière
- 1997-2001 :  Dinamo Tbilissi
- 2001-2002 :  Kolkheti 1913 Poti
- 2002-2003 :  Hapoël Ironi Rishon
- 2003 :  FK Tchernomorets Novorossiysk
- 2003-2006 :  Anorthosis Famagouste
- 2006-2007 :  AEL Limassol
- 2007-2008 :  AEK Larnaca
- 2008-2009 :  Anorthosis Famagouste
- 2009- :  Nea Salamina Famagouste